# Irina Šaripova
Irina Šaripova (in lingua uzbeca Irina Shoripova; Bukhara, 7 febbraio 1992) è una modella russa.

## Biografia
Nata da padre uzbeko (che non ha mai conosciuto) e madre russa di etnia tartara, Irina è cresciuta fino all'età di 7 anni nella città uzbeka di Bukhara per poi trasferirsi dalla nonna materna a Svijažsk, in Russia. Qui si iscrive all'Istituto di Economia, Management e Tecnologie Sociali della Kazan State Technical University ma interrompe gli studi per intraprendere la carriera di modella. Da quando si è trasferita in Russia vede raramente la madre, che vive ancora a Bukhara.

## Carriera

### Concorsi di bellezza
Ha partecipato a Miss Russia nel 2010, rappresentando il paese a Miss World 2010 il 30 ottobre 2010 a Sanya, piazzandosi tra le 25 semifinaliste.

### Pubblicità
Nel 2015 ha posato per la campagna primavera-estate di Dolce & Gabbana.

### Sfilate
Nel 2014 ha sfilato tra l'altro per le collezioni autunno-inverno di Oscar de la Renta a New York, di Chanel a Parigi e di Versace a Milano.
Il 2 dicembre 2014 Šaripova ha partecipato alla sfilata di Victoria's Secret a Londra con la connazionale Kate Grigorieva.
Nel 2015 ha sfilato tra l'altro per le collezioni primavera-estate di Nina Ricci a Parigi, Marc Jacobs a New York e di Dolce & Gabbana a Milano, quindi per le collezioni autunno-inverno di Dolce & Gabbana a Milano ed Oscar de la Renta a New York.

### Servizi fotografici
Nel 2013 ha posato per il numero di marzo di Vogue edizione italiana.

### Copertine
Nel 2013 ha posato per la copertina del numero di gennaio di Marie Claire edizione francese.